# موقعة الجمل (فلم)
موقعة الجمل هو فيلم وثائقي يتناول اليوم الأشهر في الثورة المصرية وهو اليوم التاسع من أيام الثورة، الأربعاء 2 فبراير 2012، والذي اشتهر بموقعة الجمل، إشارة إلى الجمال التي اقتحمت ميدان التحرير لمحاولة طرد المعتصمين والقضاء علي الثورة المصرية، أنتجته شركة آي فيلمز ميديا المصرية لقناة الجزيرة الوثائقية والفيلم للمخرج والمنتج المصري أحمد عبد الحافظ.

## القصة
يتناول الفيلم شهادات عدد كبير من المتظاهرين والثوار الذي شاركوا في أحداث موقعة الجمل، ويركز على شهادتين إحداهما لشاب قادم من محافظة ريفية تضطره ظروف الثورة، وقطع بعض الطرق الرئيسية أمام حركة السيارات، إلى أن يسير علي قدميه لعشرات الكيلو مترات للوصول إلى ميدان التحرير للمشاركة في الاعتصام، يتناول الفيلم شهادة أحمد شحاته بشيء من التفصيل، حيث شارك الشاب في الصفوف الأمامية للثوار ونجح في التصدي للخيول والجمال وإسقاط أحد الخيالة من على فرسه وأسره، وهي اللقطات التي يعرضها الفيلم كاملة، والشهادة الثانية لشاب فلسطيني من أصول مصرية، مثلت مشاركته في الميدان مخاطرة كبيرة لكونه حسب وصف الإعلام المصري وقتها «أجندة أجنبية»، إلا أنه أمام واجبه كطبيب قرر النزول للميدان والوقوف إلى جوار الثوار بعد أن اتصل به الأصدقاء يعلنون حاجتهم لأطباء بالميدان، أصيب محمد خليل أبو وردة بطلقات القناصة التي اخترقت رجليه، ليفقد وعيه وينقل إلى خارج الميدان لإسعافه.
يتناول أيضاً الفيلم شهادات لمنسق المستشفى الميداني ولمجموعة من شباب الميدان، ولا يكتفي الفيلم بعرض وجهة نظر الثوار فحسب حيث ينتقل إلى نزلة السمان وهي المنطقة التي خرجت منها الجمال والخيول ليتعرف على وجهة النظر الأخرى.
يستخدم الفيلم خرائط مميزة من الجرافيك لشرح خطة التحرك وخط سير الجمال، كما يحتوي على مشاهد ولقطات لأحداث المعركة في فترتي الصباح والليل بشكل يبرز أهم وأدق التفاصيل التي شهدها اليوم، ومن أبرز لقطاته ظهور الشيخ عماد عفت رئيس الفتوى الكتابية بالأزهر الشريف في لقطات الفيلم بين الثوار، وقد أغتيل الشيخ في أحداث شارع محمد محمود لاحقاً في 16 ديسمير 2012.

## ضيوف الفيلم
- الدكتور خالد حنفي فهيم|منسق المستشفي الميداني.
- علاء عبد المنعم، محامي
- أحمد المصري، مصور صحفي بالمصري اليوم
- محمد أبوزيد، مصور صحفي بإخوان أونلاين
- محمد خليل أبووردة، مصري فلسطيني أحد الثوار
- أحمد شحاته، أحد الثوار
- سامح شاهين، مخرج مستقل
- المهندس مسلم فؤاد، أحد الثوار
- المهندس محمد خفاجي، أحد الثوار
- المهندس شريف حمودة، أحد الثوار
- كريم، أحد أهالي نزلة السمان
- أحمد الجابري، أحد أهالي نزلة السمان
- محي الدين خطاب، محامي

## مقالات نقدية وتغطيات صحفية
- جريدة الشروق
- اليوم السابع
- الأخبار اللبنانية

## وصلات خارجية
- برومو الفيلم على يوتيوب
- نسخة كاملة من الفيلم على يوتيوب
- صفحة الفيلم علي فيس بوك  على فيسبوك.